# Jorge Juan Crespo de la Serna
Jorge Juan Crespo de la Serna (* 16. Dezember 1887 in Mexiko-Stadt; † 24. Juli 1978 ebenda) war ein mexikanischer  Künstler, Kunstkritiker und -historiker.
Crespo de la Serna lehrte Ende der 1920er bis Anfang der 1930er Jahre am Chouinard Art Institute, das 1921 gegründet wurde. Er setzte sich auch dafür ein, dass José Clemente Orozco für das Fresko am Pomona College beauftragt wurde, an dem er selbst mitarbeitete.
Crespo de la Serna war Mitglied der Academia de Artes im Fachbereich Kunstgeschichte und -kritik.